# Nervbana
Inom det centrala nervsystemet finns kluster av nervceller som kommunicerar med varandra genom synaptiska förbindelser. Ett stort antal kommunicerande nervceller med gemensam funktion kallas för en nervbana.
Ett exempel på nervbanor är pyramidbanan, som skickar motorisk information från hjärnbarken till ryggmärgen. Ett annat exempel är synnerven, som skickar visuell information från näthinnan till synbarken i hjärnans nacklob.
I det perifera nervsystemet kallas grupper av kommunicerande nervceller för nerver. Begreppet nervbanor betecknar alltså endast de banor av kommunicerande nervceller som återfinns inom det centrala nervsystemet. Funktionella banor kan sträcka sig över både det centrala och det perifera nervsystemet, men benämns då i olika termer beroende på vilken del av dem som åsyftas.

## Afferenta nervbanor
Afferenta nervbanor är de nervbanor som leder in till det centrala nervsystemet. De kallas ibland även sensoriska nervbanor, då de huvudsakligen transporterar sensorisk information som upphämtats av våra sinnesorgan.

## Efferenta nervbanor
Efferenta nervbanor är de nervbanor som leder ut från det centrala nervsystemet. De kallas ibland även motoriska nervbanor, då de huvudsakligen transporterar motorisk information till vår viljestyrda skelettmuskulatur.

## Korsning av nervbanor i förlängda märgen
På sin väg mellan olika strukturer i hjärnan löper alla sensoriska och motoriska nervbanor genom förlängda märgen. I förlängda märgen korsas majoriteten av nervbanorna, så att hjärnans högra hemisfär styr över och kommunicerar med kroppens vänstra sida, och hjärnans vänstra hemisfär styr över och kommunicerar med kroppens högra sida. Varför denna korsning äger rum är fortfarande inte klarlagt.